# Beetzseeheide
Beetzseeheide là một đô thị thuộc huyện Potsdam-Mittelmark, bang Brandenburg, Đức.